# The Hunt for White Christ
The Hunt For White Christ è il tredicesimo album in studio del gruppo musicale death metal svedese Unleashed, pubblicato dall'etichetta discografica Napalm Records nel 2018.

## Tracce
1. Lead Us Into War – 3:28
2. You Will Fall – 3:35
3. Stand Your Ground – 3:15
4. Gram – 4:10
5. Terror Christ – 3:54
6. They Rape the Land – 4:00
7. The City of Jorsala Shall Fall – 4:12
8. The Hunt for White Christ – 2:36
9. Vidaurgelmthul – 3:24
10. By the Western Wall – 4:17
11. Open to All the World – 4:48

## Formazione
- Johnny Hedlund – voce, basso
- Fredrik Folkare – chitarra
- Tomas Måsgard – chitarra
- Anders Schultz – batteria